# Criorhina nigripes
Criorhina nigripes är en tvåvingeart som först beskrevs av Samuel Wendell Williston  1882.  Criorhina nigripes ingår i släktet pälsblomflugor, och familjen blomflugor. Inga underarter finns listade i Catalogue of Life.